# Jaskinia Księżycowa (wąwóz Półrzeczki)
 Jaskinia Księżycowa – jaskinia w dolnej części wąwozu Półrzeczki, na północ od wsi Mników w województwie małopolskim, w powiecie krakowskim, w gminie Liszki. Pod względem geograficznym znajduje się na Garbie Tenczyńskim, na południowym skraju Wyżyny Krakowsko- Częstochowskiej.

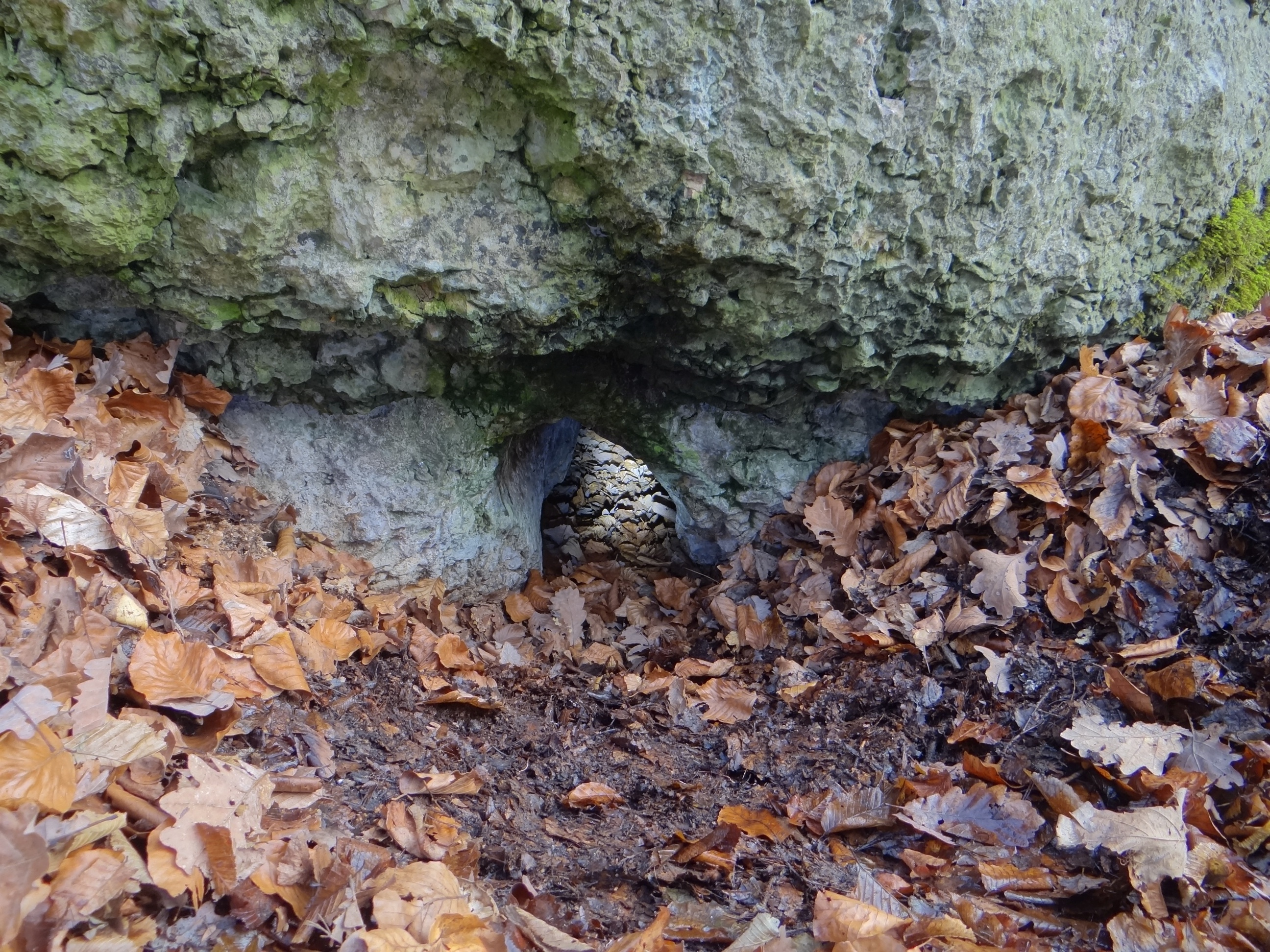
Otwór

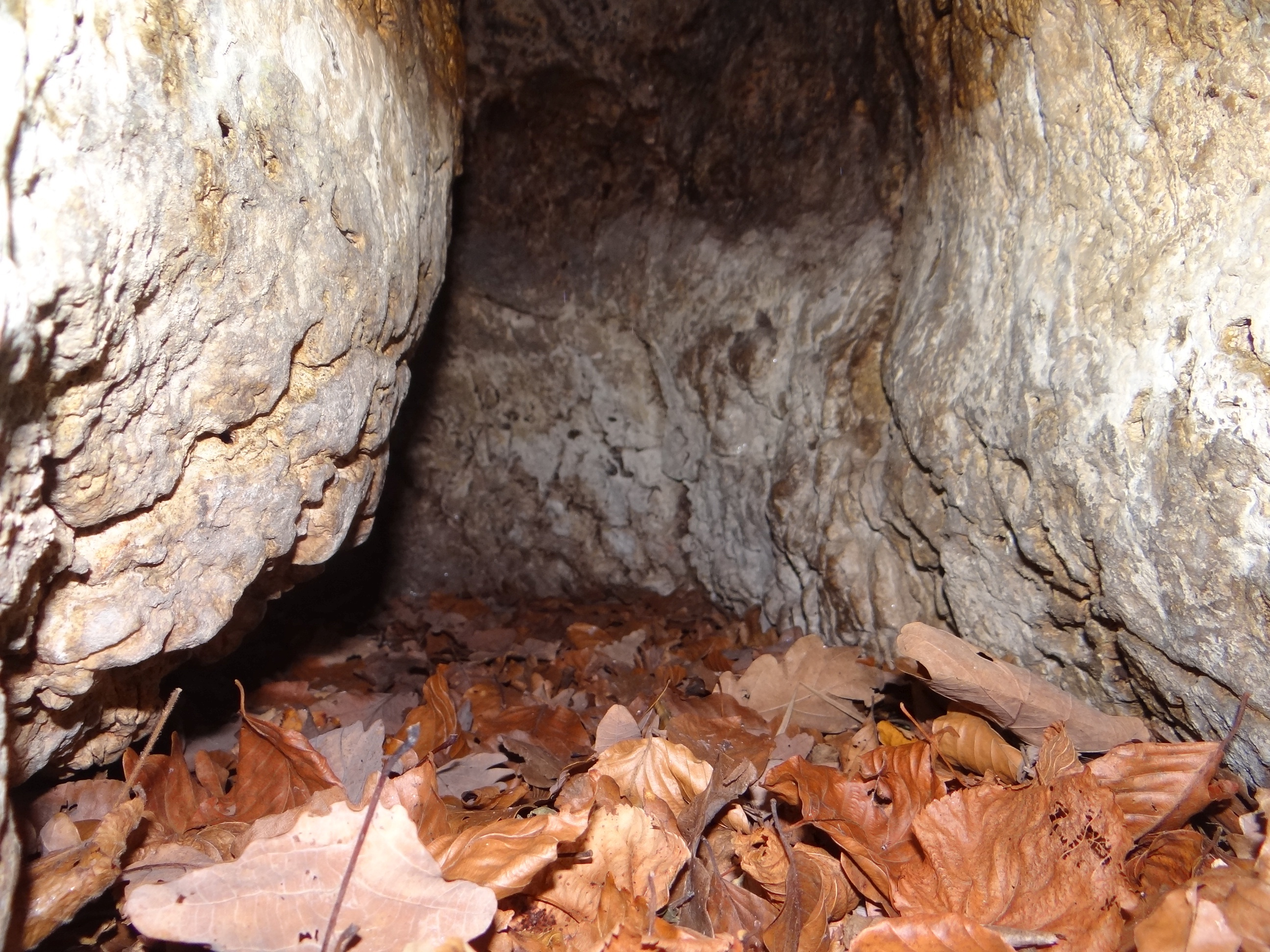
Początek korytarza

## Opis obiektu
Jaskinia znajduje się w orograficznie prawych zboczach wąwozu, w Księżycowej Skale. Otwór znajduje się u jej podnóży, w wygrzebanym w ziemi dołku. Ma wysokość 0,6 m, szerokość 0,4 m i zwykle jest częściowo zasypany nawianymi przez wiatr liśćmi. Jaskinię tworzy ciasny i rozgałęziony meander. Ma kołowy przekrój, a w jego środkowej części znajduje się Salka że Hej o wysokości do 1,5 m, szerokości 1,5 m i długości 1 m. Za salką meander ostro zakręca w prawo i zakręt ten jest trudny do pokonania. Po 4,5 metrach po jego lewej stronie znajduje się odgałęzienie. Jest to trzymetrowej długości, lekko opadający korytarz. Kończący się 2‑metrowym, ślepym kominkiem. Na jego ścianach jest podwójny kocioł wirowy.
Główny meander wkrótce za rozgałęzieniem zakręca w lewo. Jest do przejścia jeszcze na długości 3 m, dalej zawalony jest osadami. Widoczny w nich jest dalszy ciąg korytarza, stromo biegnący w górę. 
Jest to jaskinia krasowa powstała  w strefie saturacji w skałach wapiennych pochodzących z jury późnej. O jej freatycznym pochodzeniu świadczą ogładzone ściany, zagłębienia i kotły wirowe. Później była modelowana przez wody w warunkach wadycznych – świadczą o tym rynny denne w kilku miejscach korytarza. Tylko Salka że Hej i fragment korytarza za nią powstały na równoległych szczelinach. Sama jaskinia zaś prawdopodobnie jest częścią większego systemu jaskiniowego, który został w wyniku erozji zniszczony. 
Jest wilgotna i oświetlona tylko przy otworze. Niewielki przewiew występuje tylko przy otworze i na końcu korytarza. Namulisko obfite, próchniczno-ilaste. Szata naciekowa uboga. Składa się z niewielkiej draperii, dwóch kilkunastocentymetrowej wysokości stalagnatów i słabo zaznaczonych pól ryżowych. W jaskini obserwowano dużą ilość komarów oraz pająki sieciarze jaskiniowe i chruściki. Roślin brak. 

## Historia poznania i dokumentacji
Jaskinię odkrył M. Pawlikowski w kwietniu 2007 r. Jej korytarze były w większości zamulone osadami. W latach 2007–2008 osady te zostały przez grotołazów usunięte. Podczas 13 eksploracji jaskini usunęli oni z niej 85 worków osadów. Resztki osadów zachowały się tylko w zagłębieniach korytarzy oraz w końcowej części wznoszącego się do góry korytarza.
Dokumentację jaskini opracowali A. Górny i M. Szelerewicz w lipcu 2007 r. Plan sporządził M. Pawlikowski.